# Mikael Nilsson
Mikael Nilsson  (Ovesholm, Suecia, 24 de junio de 1978) es un ex futbolista sueco. Jugó de mediocampista y de defensa.

## Biografía
Nilsson empezó jugando en el Ovesholms IF y más tarde en el Åhus Horna BK.
En 2000 ficha por el Halmstads BK, equipo con el que debuta en la Allsvenskan. En la primera temporada ganó una Liga y una Copa de Campeones de Suecia, aunque no disfrutó de muchas oportunidades de jugar. En la temporada siguiente se ganó un puesto en el once titular que mantuvo durante los siguientes años (solo se perdió un partido en tres temporadas). En la temporada 2003-04 su equipo realiza un gran trabajo, quedando segundo del campeonato liguero.
En 2005 se marcha a jugar a la Premier League con el Southampton. En este equipo no pudo ganarse la confianza del entrenador, y solo jugó 12 partidos en su primer año. 
Al año siguiente ficha para el Panathinaikos FC griego. En el 2009, se incorpora al Brøndby IF de la liga danesa.

## Selección nacional
Fue internacional con la  Selección de fútbol de Suecia en 64 ocasiones. Su debut como internacional se produjo el 20 de noviembre de 2002 en un partido contra la República Checa, donde Nilsson marcó dos goles.
Fue convocado para participar en la Copa Mundial de Fútbol de Alemania de 2006, aunque no llegó a disputar ningún encuentro.
Participó en la Eurocopa de Portugal de 2004. Suecia quedó eliminada en cuartos de final, cuando empató a cero contra los Países Bajos, pero cayó derrotada en los penaltis. Mikael Nilsson fue un jugador clave de su selección en el torneo, ya que disputó todos los encuentros como titular. También fue convocado para participar en la Eurocopa de Austria y Suiza de 2008. Jugó como titular los tres partidos que su selección disputó en ese campeonato.

### Participaciones en Copas del Mundo
| Mundial                        | Sede     | Resultado        |
| ------------------------------ | -------- | ---------------- |
| Copa Mundial de Fútbol de 2006 | Alemania | Octavos de final |

## Clubes
| Club                      | País       | Año       |
| ------------------------- | ---------- | --------- |
| Ovesholms IF              | Suecia     | 1999      |
| Åhus Horna BK             | Suecia     | 1999-2000 |
| Halmstads BK              | Suecia     | 2000-2004 |
| Southampton Football Club | Inglaterra | 2004-2005 |
| Panathinaikos FC          | Grecia     | 2005-2009 |
| Brøndby IF                | Dinamarca  | 2009-2012 |
| Fremad Amager             | Dinamarca  | 2012      |

## Palmarés

### Campeonatos nacionales
| Título      | Club         | País   | Año  |
| ----------- | ------------ | ------ | ---- |
| Allsvenskan | Halmstads BK | Suecia | 2000 |